# Liste der Biografien/Golz
Liste der Biografien |
Portal Biografien |
Personensuche
# |
A |
B |
C |
D |
E |
F |
G |
H |
I |
J |
K |
L |
M |
N |
O |
P |
Q |
R |
S |
T |
U |
V |
W |
X |
Y |
Z |
?
 
Ga |
Gb |
Gc |
Gd |
Ge |
Gf |
Gh |
Gi |
Gj |
Gk |
Gl |
Gm |
Gn |
Go |
Gp |
Gq |
Gr |
Gs |
Gu |
Gv |
Gw |
Gy |
Gz
 
Goa |
Gob |
Goc |
God |
Goe |
Gof |
Gog |
Goh |
Goi |
Goj |
Gok |
Gol |
Gom |
Gon |
Goo |
Gop |
Gor |
Gos |
Got |
Gou |
Gov |
Gow |
Goy |
Goz
 
Gola |
Golb |
Golc |
Gold |
Gole |
Golf |
Golg |
Goli |
Golj |
Golk |
Goll |
Golm |
Goln |
Golo |
Golp |
Gols |
Golt |
Golu |
Golv |
Goly |
Golz
Die Liste der Biografien führt alle Personen auf, die in der deutschsprachigen Wikipedia einen Artikel haben. Dieses ist eine Teilliste mit 30 Einträgen von Personen, deren Namen mit den Buchstaben „Golz“ beginnt.

## Golz
- Golz, Alexander Lwowitsch (* 1972), russischer Eishockeyspieler
- Golz, Dorothee (* 1960), deutsch-österreichische Plastikerin
- Golz, Erich (1910–1998), deutscher Radsportler
- Golz, Gerhard (1911–1973), deutscher Jurist und Verwaltungsbeamter
- Golz, Gustav von (1833–1908), preußischer General der Infanterie
- Gölz, Hildegard (1892–1986), deutsche Pfarrersfrau
- Golz, Jakob (* 1998), deutscher Fußballspieler
- Golz, Jochen (* 1942), deutscher Germanist und Literaturwissenschaftler
- Golz, Konrad (1936–2014), deutscher Grafiker und Kinderbuchillustrator
- Golz, Manuela (* 1965), deutsche Schriftstellerin
- Golz, Marianne (1895–1943), österreichische Operettensängerin (Sopran) und gehörte zum Widerstand gegen den Nationalsozialismus
- Golz, Michael (* 1957), deutscher Maler der Outsider Art
- Golz, Natalja Jurjewna (* 1985), russische Ringerin
- Golz, Reinhard (* 1943), deutscher Erziehungswissenschaftler
- Gölz, Reinhold (* 1952), deutscher Fußballspieler
- Gölz, Richard (1887–1975), deutscher Kirchenmusiker und Theologe
- Golz, Richard (* 1968), deutscher Fußballtorwart, -trainer und -funktionär
- Gölz, Rolf (* 1962), deutscher Radrennfahrer
- Golz, Werner (1933–1974), deutscher Schachspieler und -journalist

### Golze
- Golze, Diana (* 1975), deutsche Politikerin (Die Linke), MdBDiana Golze (* 1975)

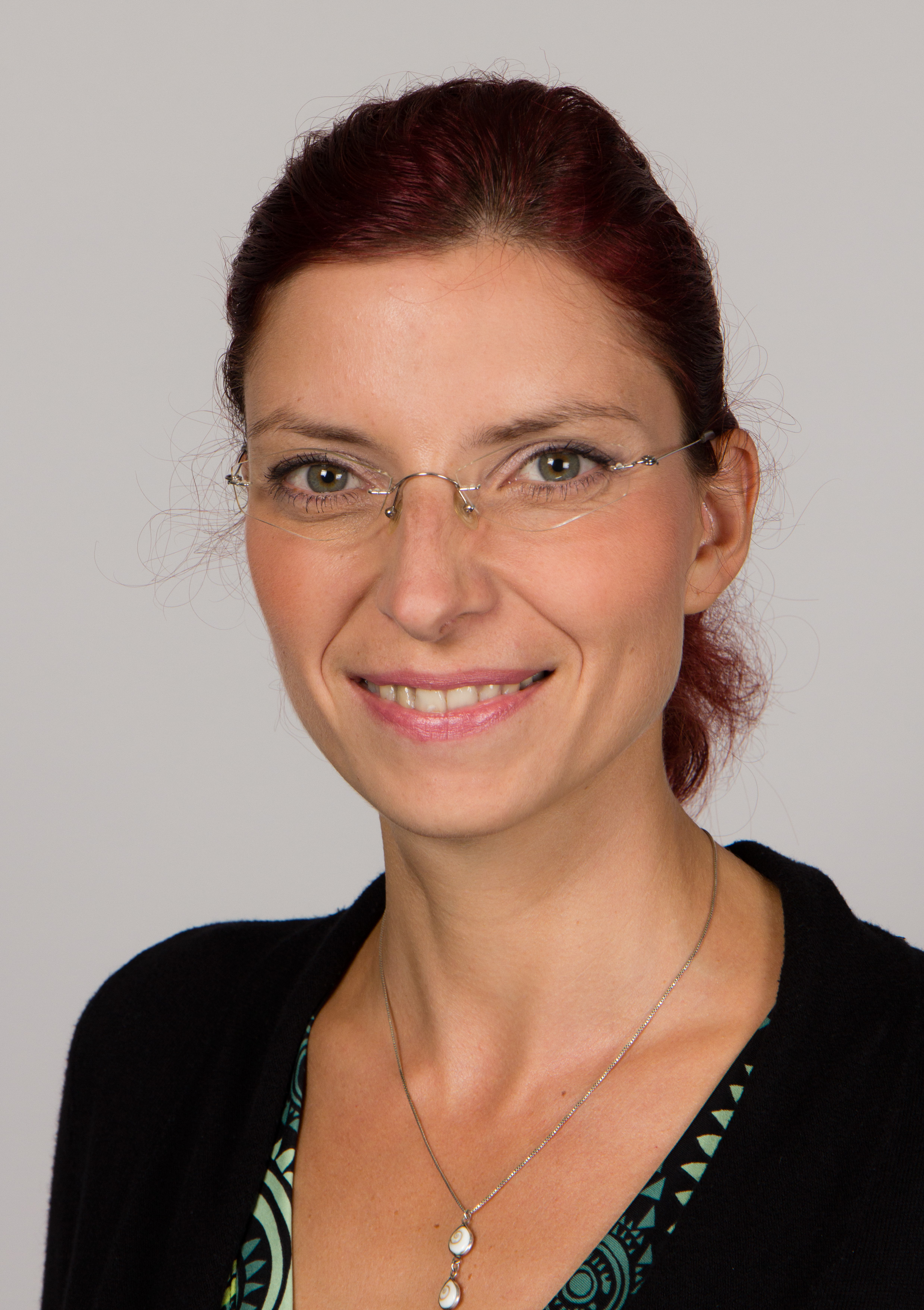
Diana Golze (* 1975)

- Golze, Hartmut (* 1947), deutscher Jurist, ehemaliger Richter am Bundesverwaltungsgericht
- Golze, Lisa (* 1979), deutsche Autorin und Dichterin
- Gölzenleuchter, Eduard (* 1810), Landtagsabgeordneter Großherzogtum Hessen
- Gölzenleuchter, Horst Dieter (* 1944), deutscher Maler, Grafiker und Autor
- Gölzer, August (1906–1945), deutscher SS-Offizier
- Gölzer, Heinrich (1868–1942), deutscher Politiker (SPD)
- Gölzer, Siegbert (1934–1986), deutscher Designer

### Golzi
- Golzio, Karl-Heinz (1947–2023), deutscher Religionswissenschaftler

### Golzo
- Golzo, Karl (* 1906), deutscher Ruderer

### Golzw
- Golzwert, Sergei (* 1969), evangelisch-lutherischer Theologe